# Neotoma leucodon
Neotoma leucodon is een zoogdier uit de familie van de Cricetidae. De wetenschappelijke naam van de soort werd voor het eerst geldig gepubliceerd door Merriam in 1894.

## Voorkomen
De soort komt voor in Mexico en de Verenigde Staten.